# Dicranomyia patruelis
Dicranomyia patruelis är en tvåvingeart som beskrevs av Alexander 1924. Dicranomyia patruelis ingår i släktet Dicranomyia och familjen småharkrankar. Inga underarter finns listade i Catalogue of Life.